# 無憂無慮 (歌曲)
〈無憂無慮〉是美國流行搖滾樂隊共和世代於2022年5月13日透過莫斯利音樂集團和新視鏡唱片發行的歌曲。收錄在2022年《捍衛戰士：獨行俠》電影原聲帶中，是其第2支單曲。這是首陽光流行搖滾歌曲，由瑞恩·泰德、布倫特·庫澤、泰勒·斯普里（Tyler Spry）創作，3人和西蒙·奥斯克罗夫特（Simon Oscroft）、約翰·納撒尼爾（John Nathaniel）共同製作。〈無憂無慮〉當中包含了彼得‧畢昂與約翰樂團熱門歌曲〈Young Folks〉的元素。歌曲登上多國音樂排行榜，在美國，歌曲最高排名Billboard Hot 100第6名。

## 製作與發行
〈無憂無慮〉是首歡快的流行搖滾歌曲，由口哨聲、打擊樂、電吉他構成。《IZM》的評論員金振成（김진성）表示〈無憂無慮〉給人的感覺就像是魔力紅、街頭霸王和強納斯兄弟的〈Sucker〉。歌曲時長2分28秒，以
拍的F大調譜寫，每分鐘140拍，瑞恩·泰德的音域範圍介於C4和C6之間，他的兒子柯普蘭·泰德（Copeland Tedder）作為背景人聲參與歌曲演唱。泰德、布倫特·庫澤、泰勒·斯普里（Tyler Spry）負責詞曲創作，採樣了彼得‧畢昂與約翰樂團熱門歌曲〈Young Folks〉的口哨聲。泰德、庫澤、斯普里、西蒙·奥斯克罗夫特（Simon Oscroft）以及約翰·納撒尼爾（John Nathaniel）則負責歌曲製作。
作為《捍衛戰士：獨行俠》電影原聲帶第2支單曲，〈無憂無慮〉於2022年5月13日透過莫斯利音樂集團和新視鏡唱片發行。由艾萨克·伦茨執導的音樂錄影帶在MTV Live、MTVU和位在的派拉蒙戲院告示牌上首播。影片中，樂隊在夕陽下佈滿棕櫚樹的戶外舞台演出，畫面不時穿插些電影片段。〈無憂無慮〉在電影裡作為學員們美式沙灘足球的配樂使用。泰德接受採訪表示歌曲於初期創作，當時他在派拉蒙影業的友人告訴他正在尋找能為《捍衛戰士》新作配樂的樂隊，為找尋契合海灘場景的歌曲，克魯斯大約拒絕了30多首歌。

## 製作團隊
人員名單來自〈無憂無慮〉YouTube簡介。
- 西蒙·奥斯克罗夫特（Simon Oscroft） – 製作人、聯合演出、吉他
- 泰勒·斯普里（Tyler Spry） – 製作人、聯合演出、吉他、作詞
- 約翰·納撒尼爾（John Nathaniel） – 製作人、聯合製作人、錄音人員、混音、聯合演出、背景合聲
- 瑞恩·泰德 – 製作人、作詞

- 布倫特·庫澤（英语：Brent Kutzle） – 製作人、作詞
- 共和世代 – 錄音人員、錄音工程
- 布兰登·柯林斯（Brandon Collins） – 程式設計
- 克里斯·格林格（Chris Gheringer） – 錄音人員、母帶工程
- 柯普蘭·泰德（Copeland Tedder） – 聯合演出、背景合聲
- 約翰·埃里克森（英语：John Eriksson (musician)） – 作詞
- 彼得·莫倫（英语：Peter Morén） – 作詞
- 畢昂·伊特林（英语：Björn Yttling） – 作詞

## 榜單表現
| 排行榜（2022年）                         | 排名 |
| ---------------------------------------- | ---- |
| 澳大利亚（澳大利亚唱片业协会榜）         | 2    |
| 奧地利（Ö3四十強單曲榜）                 | 10   |
| 比利时佛兰德（Ultratop五十強單曲榜）     | 3    |
| 比利時瓦隆（Ultratop五十強單曲榜）       | 1    |
| 加拿大（Canadian Hot 100）               | 3    |
| 加拿大（《告示牌》AC）                   | 16   |
| 加拿大（《告示牌》CHR/Top 40）           | 3    |
| 加拿大（《告示牌》Hot AC）               | 1    |
| 克羅埃西亞（克羅埃西亞電台榜）           | 22   |
| 捷克（電台百大單曲榜）                   | 44   |
| 捷克（百強數位單曲榜）                   | 2    |
| 丹麥（Hitlisten）                        | 12   |
| 芬蘭（芬蘭官方電台榜）                   | 8    |
| 法國（法國唱片出版業公會單曲榜）         | 7    |
| 德國（德國官方榜單）                     | 19   |
| 全球（Billboard Global 200）             | 5    |
| 希臘（國際唱片業協會希臘分會國際單曲榜） | 10   |
| 香港（《告示牌》Hong Kong Songs）        | 18   |
| 匈牙利（四十強電台榜）                   | 1    |
| 匈牙利（四十強單曲榜）                   | 3    |
| 匈牙利（四十強串流榜）                   | 8    |
| 冰島（Plötutíðindi）                     | 1    |
| 愛爾蘭（愛爾蘭唱片協會榜）               | 4    |
| 意大利（意大利音乐产业联盟）             | 49   |
| 日本（《日本公告牌》Hot Overseas）       | 3    |
| 黎巴嫩（黎巴嫩官方二十强榜）             | 2    |
| 立陶宛（AGATA）                          | 5    |
| 盧森堡（《告示牌》Luxembourg Songs）     | 8    |
| 馬來西亞（馬來西亞唱片業協會）           | 3    |
| 荷蘭（荷蘭四十強單曲榜）                 | 5    |
| 荷蘭（荷蘭百大單曲榜）                   | 6    |
| 新西兰（新西兰官方音乐榜）               | 1    |
| 挪威（VG-lista）                         | 9    |
| 波蘭（波蘭百強電台榜）                   | 5    |
| 波蘭（OLiS串流榜）                       | 31   |
| 葡萄牙（葡萄牙唱片業協會）               | 15   |
| 俄羅斯（Tophit）                         | 2    |
| 新加坡（新加坡唱片業協會）               | 3    |
| 斯洛伐克（電台百大單曲榜）               | 11   |
| 斯洛伐克（百強數位單曲榜）               | 6    |
| 南非（南非唱片工业协会）                 | 10   |
| 韓國（《告示牌》South Korea Songs）      | 8    |
| 韓國（Circle数字榜）                     | 58   |
| 西班牙（西班牙音樂製作協會）             | 87   |
| 瑞典（瑞典最熱榜）                       | 25   |
| 瑞士（瑞士熱門音樂榜）                   | 6    |
| 台灣（《告示牌》Taiwan Songs）           | 6    |
| 英國（官方榜單公司單曲榜）               | 3    |
| 美國（Billboard Hot 100）                | 6    |
| 美國（《告示牌》Adult Contemporary）     | 12   |
| 美國（《告示牌》Adult Pop Airplay）      | 1    |
| 美國（《告示牌》Dance/Mix Show Airplay） | 10   |
| 美國（《告示牌》Pop Airplay）            | 6    |

| 排行榜（2022年）       | 排名 |
| ---------------------- | ---- |
| 俄羅斯（Tophit電台榜） | 9    |
| 韓國（Circle数字榜）   | 63   |

| 排行榜（2022年）                          | 排名 |
| ----------------------------------------- | ---- |
| 澳大利亚（澳大利亚唱片业协会）            | 9    |
| 奧地利（Ö3四十強單曲榜）                  | 45   |
| 比利时佛兰德（Ultratop單曲榜）            | 33   |
| 比利時瓦隆（Ultratop單曲榜）              | 16   |
| 加拿大（Canadian Hot 100）                | 27   |
| 丹麥（Tracklisten）                       | 47   |
| 德國（德國官方榜單）                      | 58   |
| 全球（Billboard Global 200）              | 43   |
| 匈牙利（四十強單曲榜）                    | 27   |
| 匈牙利（四十強串流榜）                    | 40   |
| 荷蘭（荷蘭四十強單曲榜）                  | 12   |
| 荷蘭（荷蘭百大單曲榜）                    | 27   |
| 新西兰（新西兰官方音乐榜）                | 13   |
| 波蘭（波蘭音像製造商協會）                | 62   |
| 俄羅斯（Tophit電台榜）                    | 60   |
| 韓國（Circle数字榜）                      | 167  |
| 瑞典（瑞典最熱榜）                        | 94   |
| 瑞士（瑞士熱門音樂榜）                    | 22   |
| 英國（官方榜單公司單曲榜）                | 20   |
| 美國（Billboard Hot 100）                 | 37   |
| 美國（《告示牌》Adult Contemporary）      | 41   |
| 美國（《告示牌》Adult Pop Airplay Songs） | 17   |
| 美國（《告示牌》Pop Airplay Songs）       | 25   |
| 排行榜（2023年）                          | 排名 |
| 奧地利（Ö3四十強單曲榜）                  | 28   |
| 加拿大（Canadian Hot 100）                | 20   |
| 德國（德國官方榜單）                      | 74   |
| 全球（Billboard Global 200）              | 14   |
| 新西兰（新西兰官方音乐榜）                | 18   |
| 英國（官方榜單公司單曲榜）                | 24   |
| 美國（《告示牌》Adult Contemporary）      | 39   |
| 美國（《告示牌》Adult Pop Airplay Songs） | 41   |

## 銷量認證
| 地區                                 | 认证    | 认证单位/销量 |
| ------------------------------------ | ------- | ------------- |
| 澳大利亚（澳大利亚唱片业协会）       | 8× 白金 | 560,000‡      |
| 奥地利（國際唱片業協會奧地利分會）   | 白金    | 30,000‡       |
| 比利时（比利時唱片音樂協會）         | 白金    | 20,000‡       |
| 巴西（巴西唱片業協會）               | 3× 白金 | 120,000‡      |
| 加拿大（加拿大音乐协会）             | 3× 白金 | 240,000‡      |
| 丹麦（國際唱片業協會丹麥分會）       | 白金    | 90,000‡       |
| 法国（法國唱片出版業公會）           | 钻石    | 333,333‡      |
| 德国（聯邦音樂產業協會）             | 金      | 200,000‡      |
| 意大利（意大利音乐产业联盟）         | 2× 白金 | 200,000‡      |
| 新西兰（新西兰唱片音乐协会）         | 4× 白金 | 120,000‡      |
| 波兰（波蘭音像製造商協會）           | 4× 白金 | 200,000‡      |
| 葡萄牙（葡萄牙唱片業協會）           | 4× 白金 | 40,000‡       |
| 西班牙（西班牙音樂製作協會）         | 2× 白金 | 120,000‡      |
| 瑞士（國際唱片業協會瑞士分会）       | 2× 白金 | 40,000‡       |
| 英国（英国唱片业协会）               | 2× 白金 | 1,200,000‡    |
| 美国（美國唱片業協會）               | 白金    | 1,000,000‡    |
| 串流媒體                             |         |               |
| 希腊（國際唱片業協會希臘分會）       | 2× 白金 | 4,000,000†    |
| 日本（日本唱片協會）                 | 金      | 50,000,000†   |
| 瑞典（瑞典唱片業協會）               | 白金    | 8,000,000†    |
| ‡僅含認證的+實際銷量 †僅含認證的銷量 |         |               |